# 그랜드 테프트 오토: 산 안드레아스
《그랜드 테프트 오토: 산 안드레아스》(영어: Grand Theft Auto: San Andreas)는 록스타 노스가 개발한 샌드박스형 액션 어드벤처 게임이다. 《그랜드 테프트 오토: 바이스 시티》 그랜드 테프트 오토 시리즈 중 세 번째로 3D 엔진으로 개발된 게임이며, 5번째로 콘솔 게임기로 발매된 게임이며, 전체 시리즈 중에서는 8번째 게임이다. 2004년 10월 플레이스테이션 2용으로 발매되었으며, 이어서 엑스박스와 마이크로소프트 윈도우용으로 포팅되었다. 이들 세 플랫폼에서 발매된 이 게임은 폭넓은 찬사와 높은 판매고를 올렸으며, 플레이스테이션 2용으로 발매된 게임 중 가장 많이 팔린 게임이 되었다. 이어서 《그랜드 테프트 오토: 리버티 시티 스토리》가 발매됐다.
시리즈의 다른 게임들과 마찬가지로, 《산 안드레아스》는 자동차 경주 게임과 3인칭 슈팅 게임, 그리고 '열린 세계' 형태의 플레이를 결합한 게임 플레이를 보여준다. 한편, 산 안드레아스는 자동차 개조나 캐릭터 외모 꾸미기 등의 추가된 요소를 가지고 있다. 《산 안드레아스》는 엄청난 상업적 성공 만큼이나 논란을 불러 일으켰다. 가장 중요한 논란은 윈도용으로 발매된 버전의 핫 커피 모드에 관한 것이다. 이 모드는 원래 제작사에 의해서 이용이 제한된 기능이었으나 게임 실행 파일 내에 남아 있었으며, 이것이 해커들에 의해 이용 가능하게 되면서 논란을 불러 일으켰다. 이를 발견한 ESRB는 이 게임을 성인물로 규정하였다. 핫 커피 미니 게임 코드가 삭제된 후, 이 게임은 다시 M 등급이 매겨졌다.

## 역사
《그랜드 테프트 오토: 바이스 시티》의 성공으로, 소비자들은 새로운 그랜드 테프트 오토 시리즈의 출시를 예상하게 되었다. 2003년 10월 29일 테이크투 인터랙티브의 "이름이 미확정된 새 GTA 시리즈가 2004년 4분기에 출시된다"는 발표였다. 그 시점에선 새 게임의 설정이나 구성을 예측할만한 정보가 부족했다. 단지 산 안드레아스의 캘리포니아나 네바다의 라스베이거스를 바탕으로 한 허구적 도시들이 배경이라는 소문이 있었다
2004년 3월 1일, 테이크투 인터랙티브는 기자회견에서 《그랜드 테프트 오토: 산 안드레아스》가 북미 지역에서 2004년 10월 19일, 유럽에 10월 22일, 오스트레일리아에 10월 29일에 발매될 것이라고 발표했다. 게임 구성에 대한 첫 소식은 산 안드레아스가 하나의 도시가 아닌 3개의 도시와 작은 주변 마을들로 이루어졌다는 것이었다.
2004년 9월 9일, 테이크투 인터랙티브는 발매일이 1주일 정도 미뤄질 것이라고 발표했으며, 그와 동시에 이 게임의 윈도 버전과 엑스박스 버전이 발매될 것이라고 발표했다. 플레이스테이션 2 버전은 북미 2004년 10월 6일, 유럽과 오스트레일리아는 10월 29일, 그리고 일본에서 2007년 1월 25일에 발매되었다. 윈도우 버전과 엑스박스 버전은 북미 2005년 6월 7일, 유럽과 오스트레일리아는 2005년 6월 10일에 발매되었다.
대한민국의 경우, 본래 발매 소식이 없었다가 2007년 10월에 PC 버전으로 게임물관리위원회에서 '청소년 이용불가'로 심의를 통과하여 발매되었다. 2008년 10월 20일, 1200 마이크로소프트 포인트에 엑스박스 라이브 마켓플레이스에서 다운로드가 가능해졌다.
맥 버전은 2010년 11월 12일에 발매되었다. 모바일 버전은 2013년 12월 12일에 iOS가 먼저 발매되었고, 같은 달 19일에 안드로이드 버전도 출시되었다. 전작과는 다르게 10주년 기념으로 출시되는 것은 아니며, 모바일에 맞게 최적화되어 출시되었다. 2014년 10월 26일에 10주년 기념작으로 엑스박스 360 리마스터판이 출시되었다. 모바일 버전은 1.08버전 이후 업데이트가 없고 iOS는 2.02까지 업데이트가 되면서 아이폰 최신기종에서도 게임을 원활히 즐길 수 있게 되었지만 안드로이드 버전은 7.0 누가부터 최적화의 미스로 오류가 나타났다.

## 배경

### 로스 산토스
로스 산토스(Los Santos)는 《그랜드 테프트 오토: 산 안드레아스》에 등장하는 도시 중 하나이다. 현실의 산 안드레아스가 캘리포니아 주와 그 인접 지방을 배경으로 하듯이, 이 도시도 캘리포니아주의 중심 도시인 로스앤젤레스를 본뜬 도시이다. 이 점은 할리우드-(HollyWood)의 패러디 바인우드(VineWood) 사인이나 다운타운 로스 산토스의 마천루들 등을 통해 알 수 있다.

### 산 피에로
산 피에로(San Fierro)는 전체 맵으로 보면 서부 지역에 해당한다. 이 도시는 샌프란시스코를 본뜬 도시이다. CJ는 텐페니에게 잡혀간 뒤, 엔젤파인 마을에 버려졌다가 다시 이 도시로 이동하여 미션을 수행한다. 그리고 얼마 뒤 라스 벤츄라스로 넘어가게 된다. 산 피에로의 도시면적은 비교적 작으나, 농촌 면적은 넓다. 고속도로를 통해 라스 벤츄라스와 로스 산토스로 이동 할 수 있다. 도시 곳곳엔 언덕이 많으며, 노면전차가 운행되지만 그냥 움직이는 오브젝트여서 탑승은 불가능하다.

### 라스 벤츄라스
라스 벤츄라스(Las Venturas)는 전체 맵으로 보면 북부 지역에 해당한다. 이 도시는 라스베이거스를 본뜬 도시이다. 실제 라스베이거스처럼 사막이 있고 또, 카지노들이 도시 중심에 있다. 이 곳에는 카지노 게임을 할 수 있다. 다른 도시들과 달리 고속도로가 도시 외곽을 둘러싸는 형태이다.

## 줄거리
이 게임은 세 개의 대도시로 구성된 미국 서부 연안의 가상의 지역인 산 안드레아스에서 이루어지는 일을 다루고 있다.
1992년 3월, 산 안드레아스의 로스 산토스에 있는 그로브 가 그로브 갱 단원인 카를 존슨(Carl Johnson, 이하 CJ)은 자신의 어머니가 살해되었다는 소식을 알게 되어, 리버티 시티에서 로스 산토스로 돌아온다. 그 곳에서 같은 갱단 동료인 형 스위트 존슨(Sweet Johnson), 여동생 켄들 존슨(Kendl Johnson)의 약혼남 시저(Cesar), 친구 빅 스모크(Big Smoke), 라이더(Ryder) 등과 재회한다. 그들은 뿔뿔히 흩어진 그로브 갱들을 모으고 로스 산토스에서 적대관계인 발라스 갱과 전쟁을 벌이는 등 함께 임무를 수행해 나가다가 빅 스모크, 라이더가 발라스 갱과 결탁, 존슨 형제의 어머니를 죽이고 자기 형제를 배신한 것을 알게 되자 CJ는 시저와 함께 산 안드레아스 전역을 돌아다니며 돈을 벌고 복수의 칼을 간다.(이때 스위트는 CJ와 만나는 날까지 경찰서에 잡혀 있었다.) 오랜 여정 끝에 마침내 CJ와 스위트는 어머니의 원수를 갚고 그로브 갱의 두목으로 우뚝 서게 된다.

## 평가
| 통합 점수  | 통합 점수 | 통합 점수 | 통합 점수 | 통합 점수 | 통합 점수    |
| 평론사     | 점수      | 점수      | 점수      | 점수      | 점수         |
| 평론사     | iOS       | PC        | PS2       | 엑스박스  | 엑스박스 360 |
| ---------- | --------- | --------- | --------- | --------- | ------------ |
| 메타크리틱 | 84        | 93        | 95        | 93        | N/A          |

| 수상                              | 수상 |
| 평론사                            | 수상 |
| --------------------------------- | --- |
| IGN's Best of 2004                | PlayStation 2 Game of the Year, Best PlayStation 2 Action Game, Best Story for PlayStation 2 |
| GameSpot's Best and Worst of 2004 | Best PlayStation 2 Game, Best Action Adventure Game, Readers' Choice — Best PlayStation 2 Action Adventure Game, Readers' Choice — PlayStation 2 Game of the Year, Best Voice Acting, Funniest Game |
| 2004 Spike TV Video Game Awards   | Game of the Year, Best Performance by a Human (Male), Best Action Game, Best Soundtrack |